# Schlacht von Mudki
Mudki – Ferozeshah – Aliwal – Sobraon
Die Schlacht von Mudki war eine militärische Auseinandersetzung am 18. Dezember 1845 zwischen der Britischen Ostindien-Kompanie und der Sikh-Armee des Punjab im Ersten Sikh-Krieg.

## Vorgeschichte
Nachdem die 30.000 Mann starke Sikh-Armee den Satluj überquert hatte, blieb sie für sechs Tage in ihrem Lager. Am 17. Dezember 1845 erhielten ihre Führer Tej Singh und Lal Singh die Nachricht, dass die Armee der Britischen Ostindien-Kompanie am nächsten Tag Mudki, 20 Meilen südöstlich von Firozpur, erreichen würde. Die 11.000 Briten und Einheimischen unter dem Befehl von Sir Hugh Gough würden vom Marsch müde sein. Die Führer der Sikhs beschlossen, nur eine Brigade mit 8.000–10.000 Mann Kavallerie, weniger als 2.000 Mann Infanterie und 22 Kanonen angreifen zu lassen.

## Verlauf

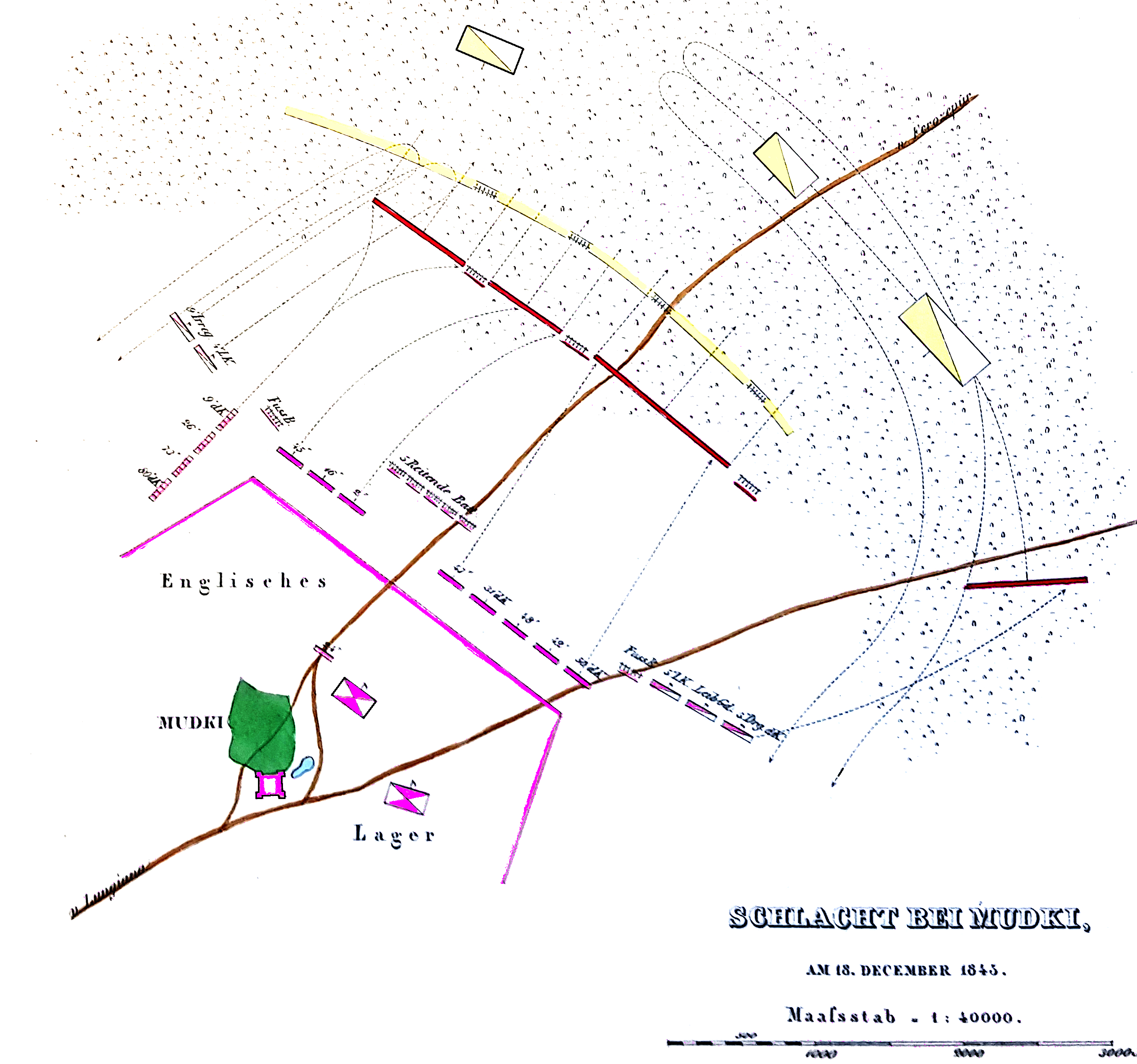
Schlacht von Mukdi.

Karte des Kriegsgebietes.

Am 18. Dezember 1845 erhielt General Gough die Nachricht, dass die Sikh-Armee vorrücke. Gough ließ seine Armee Aufstellung nehmen und positionierte die von Infanterie flankierte Artillerie in der Mitte. Am linken beziehungsweise rechten Flügel der Infanterie positionierte er Kavallerie, hinter dieser Linie die restliche Infanterie in zusammenhängenden Kolonnen. Als letztes kam die kleine Reserve. Die Truppen rückten vor, kamen nach 2,5 km unter heftiges Feuer der Sikh-Artillerie, gingen aber trotzdem weiter. Als wenige Minuten später die Sikh-Kavallerie seine Flanken bedrohte, gab Gough seiner Kavallerie den Befehl zum Angriff und entfaltete, so gedeckt, seine Infanteriekolonnen zur Linie. Lal Singh führte seine Soldaten in den Kampf, zog sich dann aber zurück und gab ihnen keine weiteren Befehle. Die Sikh-Infanterie war der britischen unterlegen, hielt jedoch stand und feuerte weiter. Auch als die Kavallerie der Sikhs nachgab und so die Flanken ihrer Infanterie entblößte, zog sich diese 8 km weit geordnet zurück. Die Schlacht endete erst mit Anbruch der Dunkelheit.

## Auswirkungen
Die Briten verzeichneten 872 Tote und Verwundete. Unter den Toten waren Sir Robert Henry Sale und General John McCaskill. Die Verluste der Sikhs sind unbekannt, dürften jedoch nicht über denen der Briten gelegen haben.
Der britische Sieg war knapp und so entschied man, sich vor dem weiteren Vorgehen mit General John Littlers Truppen im belagerten Firozpur zu vereinigen. Bereits drei Tage nach Mudki kam es zur Schlacht von Ferozeshah.